# Baudres
Baudres ist eine französische Gemeinde mit 400 Einwohnern (Stand: 1. Januar 2022) im Département Indre in der Region Centre-Val de Loire. Baudres gehört zum Arrondissement Châteauroux und zum Kanton Levroux. Die Einwohner werden Baldériens und Baldériennes genannt.

## Auszeichnungen
Die Gemeinde erhielt 2022 die Auszeichnung „Drei Blumen“, die vom Conseil national des villes et villages fleuris (CNVVF) im Rahmen des jährlichen Wettbewerbs der blumengeschmückten Städte und Dörfer verliehen wird.

## Geographie
Baudres liegt etwa 28 Kilometer nordnordwestlich von Châteauroux. Umgeben wird Baudres von den Nachbargemeinden Vicq-sur-Nahon im Norden, Rouvres-les-Bois im Osten und Nordosten, Bouges-le-Château im Osten und Südosten, Moulins-sur-Céphons im Süden, Gehée im Südwesten sowie Langé im Westen und Nordwesten.

## Bevölkerungsentwicklung
| Jahr                      | 1962 | 1968 | 1975 | 1982 | 1990 | 1999 | 2006 | 2013 | 2020 |
| Einwohner                 | 751  | 655  | 585  | 561  | 507  | 495  | 508  | 462  | 419  |
| Quelle: Cassini und INSEE |      |      |      |      |      |      |      |      |      |

## Sehenswürdigkeiten
- Kirche Saint-Martial